# Arrondissement Ribeauvillé
Arrondissement Ribeauvillé (fr. Arrondissement de Ribeauvillé) byla správní územní jednotka ležící v departementu Haut-Rhin a regionu Alsasko ve Francii. Členila se dále na 4 kantony a 32 obcí. K 1. lednu 2015 byl sloučen s arrondissementem Colmar do nově vzniklého arrondissementu Colmar-Ribeauvillé.

## Kantony
- Kaysersberg
- Lapoutroie
- Ribeauvillé
- Sainte-Marie-aux-Mines